# Joachim Weixlbaumer

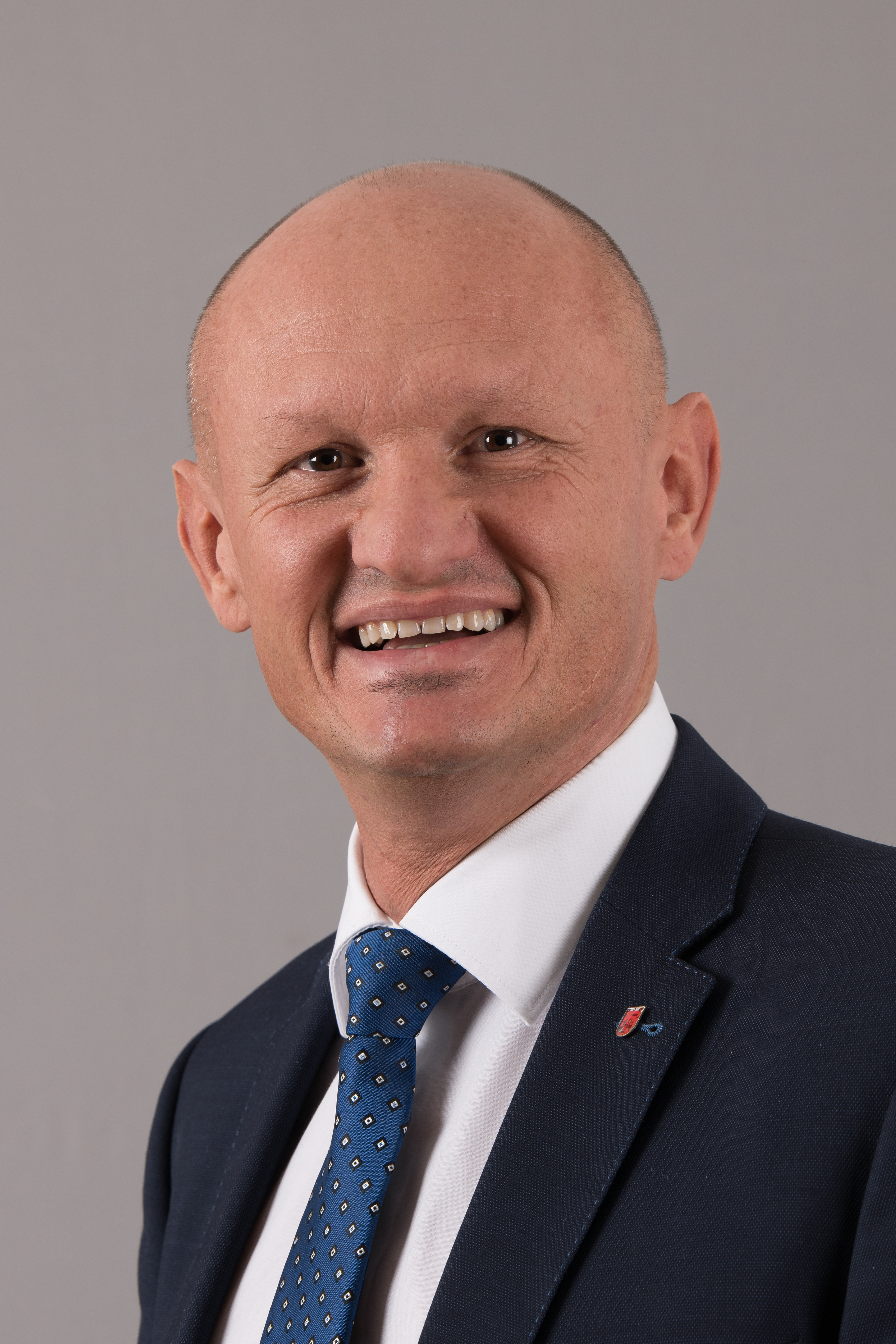
Joachim Weixlbaumer (2017)

Joachim Weixlbaumer (* 28. Oktober 1967 in Bludenz) ist ein österreichischer Politiker (FPÖ). Er war von 2014 bis 2019 Abgeordneter zum Vorarlberger Landtag.

## Ausbildung und Beruf
Joachim Weixlbaumer wurde am 28. Oktober 1967 als Sohn von Fritz und Marlies Weixlbaumer in Bludenz geboren. Er besuchte die Volks- und Hauptschule in Bludenz und absolvierte anschließend die Handelsakademie Bludenz, wo er im Jahr 1988 maturierte. Anschließend daran leistete er in Salzburg seinen Präsenzdienst ab und begann an der Universität Wien die Studien der Wirtschaftswissenschaften und der Humanmedizin, die er jedoch nicht abschloss.
Ab 1997 arbeitete Weixlbaumer in der Folge in diversen Anstellungen bei mehreren Unternehmen in Wien, ehe er im Jahr 2000 zum stellvertretenden Landtagsklubdirektor der FPÖ Vorarlberg bestellt wurde.

## Politische Karriere
Joachim Weixlbaumer wurde erstmals politisch tätig von 2000 bis 2005 als Ersatzmitglied der Stadtvertretung in seiner Heimatstadt Bludenz. Seit der Gemeindevertretungswahl 2005 ist Weixlbaumer ordentliches Mitglied der Bludenzer Stadtvertretung und seit Mai 2015 Mitglied des Stadtrates. Im November 2004 übernahm er die Ortsparteileitung der FPÖ Bludenz, seit 2006 ist er zudem stellvertretender Bezirksobmann der FPÖ im Bezirk Bludenz. 2012 wurde er Mitglied des Landesparteivorstands der Vorarlberger Freiheitlichen.
Bei der Landtagswahl in Vorarlberg 2014 kandidierte Joachim Weixlbaumer im Wahlbezirk Bludenz auf dem zweiten Listenplatz hinter Parteichef Dieter Egger und konnte daher über das Grundmandat der Freiheitlichen im Wahlbezirk Bludenz erstmals in den Vorarlberger Landtag einziehen. Am 15. Oktober 2014 wurde Weixlbaumer erstmals als Abgeordneter zum Vorarlberger Landtag angelobt. Im Landtag übte er in der Folge die Funktion den Bereichssprechers des FPÖ-Landtagsklubs für die Themen Wohnbau, Energie sowie Jagd und Forstwirtschaft aus. Außerdem war er darüber hinaus beruflich weiterhin als stellvertretender Klubdirektor des freiheitlichen Landtagsklubs tätig.
Nach der Landtagswahl 2019, bei der die FPÖ starke Verluste hinnehmen musste, konnte Joachim Weixlbaumer als Zweitgereihter hinter Spitzenkandidat Christof Bitschi im Wahlbezirk Bludenz kein Mandat mehr erreichen und schied damit mit der Angelobung des neuen Vorarlberger Landtags am 6. November 2019 als Abgeordneter aus. Bei der Stadtvertretungs- und Bürgermeisterwahl 2020 in Bludenz trat Weixlbaumer erneut als Spitzen- und Bürgermeisterkandidat für die FPÖ an. Die FPÖ Bludenz erreichte bei dieser Wahl 4,95 % der Stimmen, Weixlbaumer als Bürgermeister-Direktwahlkandidat 3,47 %.

## Privatleben
Joachim Weixlbaumer lebt in einer Lebensgemeinschaft und hat eine Tochter. Er wohnt mit seiner Familie in Bludenz.